# Kvarntorp, Huddinge kommun
Kvarntorp är ett småhusområde för permanent- och fritidsboende i Huddinge kommun i Stockholms län beläget norr om Lissma och Lissmasjön och söder om Kvarnsjön. SCB har för bebyggelsen avgränsat och namnsatt småorten Lissma norra och Kvarntorp. Området ligger samlat i slutet av Kvarntorpsvägen som är en återvändsgata. Avtagsvägen är från Lännavägen.

## Historik
Orten har sitt namn efter Lissma kvarn med Kvarntorpet som finns i husförhörslängderna från 1801. Vattenkraften kom från Kvarnsjön. Kvarnen var en husbehovskvarn för Lissma herrgård och gårdens torp. Den siste mjölnaren hette Jakob Ekman (född 1798). År 1840 lades kvarnen och marken under herrgården. Därefter drevs rörelsen av en arrendator. Här lär även en såg och ett brännvinsbränneri ha funnits. Själva kvarntorpet existerar inte längre. Efter kvarnen återstår låga väggar av tuktade gråstensblock på ömse sidor om bäckfåran. Över dessa går en gammal körbro av trä (RAÄ-nummer Huddinge 203:1).

## Bilder

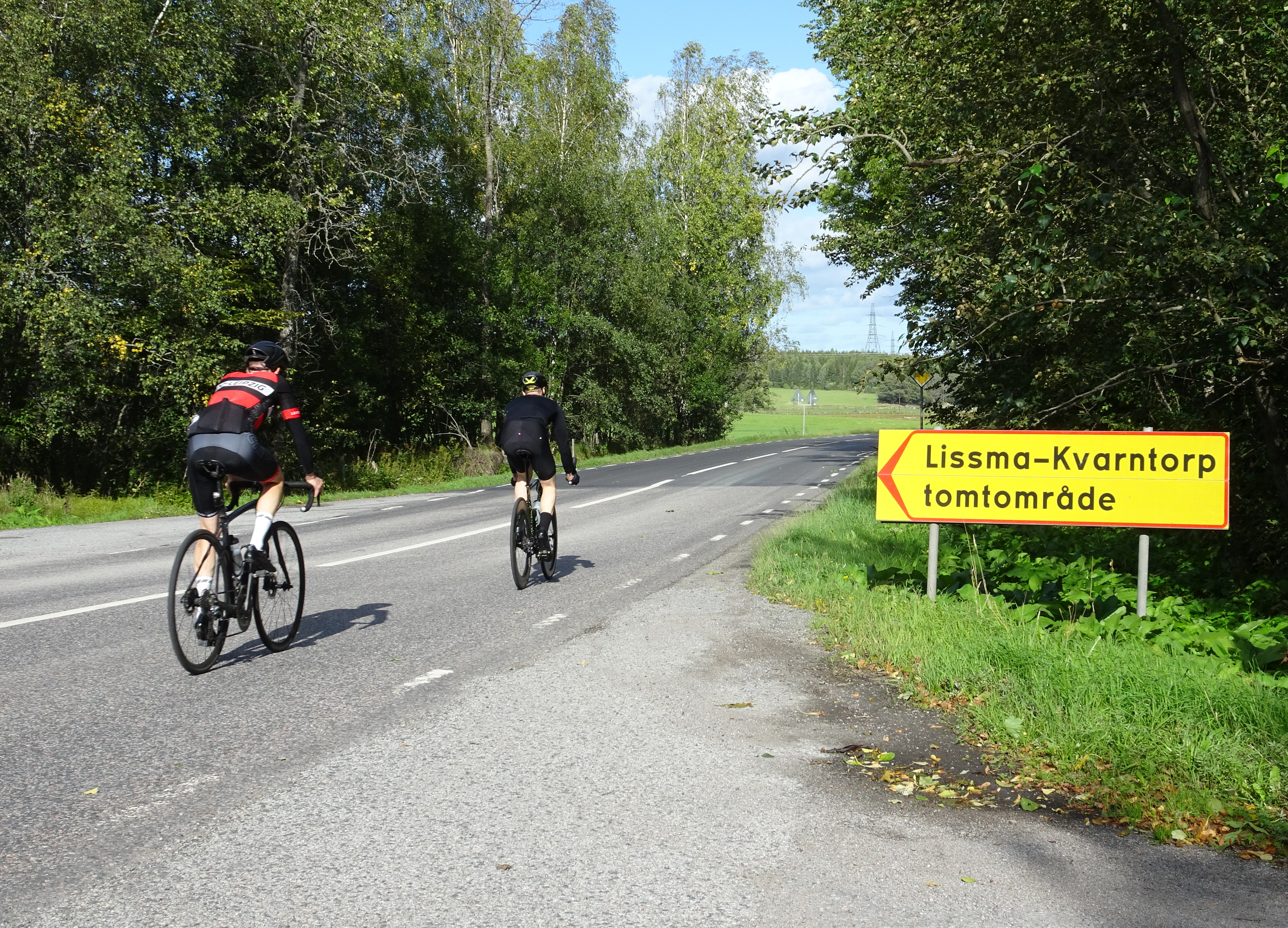
Skylt vid Lissmavägen / Kvarntorpsvägen.
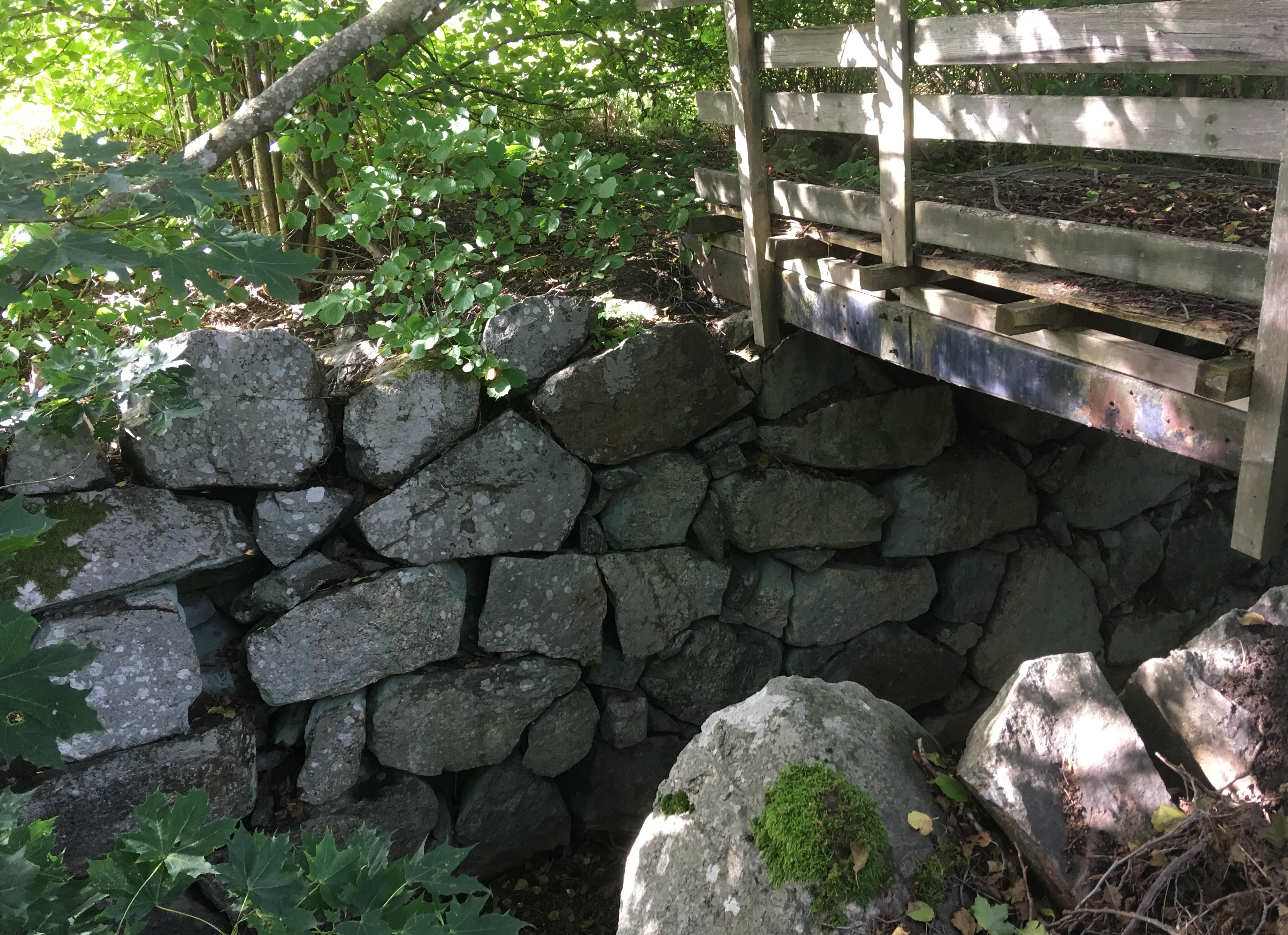
Lämningar efter Lissma kvarn.